# Белевонис, Христос
Христос Белевонис (греч. Χρήστος Μπελεβώνης; род. 29 июля 2002, Ираклион) — греческий футболист, полузащитник клуба «Верия».

## Клубная карьера
Белевонис — воспитанник клуба «Панетоликос». 18 июля 2020 года в матче против «Волоса» он дебютировал в греческой Суперлиге. В 2020 и 2021 годах для получения игровой практики Христос на правах аренды выступал за клубы «Эпископи» и «Караискакис». Летом 2022 года Белевонис был арендован «Верией». 4 ноября в матче против дублёров ПАОКа он дебютировал за новую команду. 22 декабря в поединке против дублёров «Панатинаикоса» Христос забил свой первый гол за «Верию». 

## Международная карьера
В 2019 году в составе юношеской сборной Греции Белевонис принял участие в юношеском чемпионате Европы в Ирландии. На турнире он сыграл в матчах против команд Ирландии, Бельгии и Чехии.